# Ute Trekel-Burckhardt
Ute Trekel-Burckhardt (Pirna, Saxònia, Alemanya, 3 de novembre de 1939) és una cantant d'òpera alemanya de tessitura de mezzosoprano.

## Biografia
Trekel-Burckhardt va estudiar amb Rita Meinl-Weise a l'Acadèmia de Música de Berlín. El seu debut teatral va tenir lloc el 1963 a la Komische Oper Berlin com a patge d'Herodies de Salome de Richard Strauss en una producció de Götz Friedrich. Va romandre en aquest teatre d'òpera fins a la mort de Walter Felsenstein (1975). El 1972 va ser a l'estrena mundial de Noch einen Löffel Gift, Liebling? de Siegfried Matthus (amb llibret de Peter Hacks). Des del 1975 és membre del conjunt de l'Òpera Estatal Unter den Linden i també ha aparegut com a convidada a l’ Òpera Estatal de Dresden.
Trekel-Burckhardt va interpretar tots els grans papers de mezzosoprano i de contralt del repertori habitual, interpretant sobretot òperes de Giuseppe Verdi i de Richard Strauss. Un dels seus papers principals van ser Octavian de Rosenkavalier de Richard Strauss, el paper principal de Carmen de Georges Bizet, Amneris d'Aida de Verbi, Eboli de Don Carlo de Verdi i la nodrissa de Die Frau ohne Schatten. A la producció de La clemenza di Tito de Mozart amb direcció d'escena de Ruth Berghaus, va fer el paper de Sesto.
Abans de la caiguda del mur de Berlín, va aparèixer com a convidada amb les òperes estatals de Viena i Múnic, amb l'Òpera Reial de Copenhaguen, l'Òpera de Colònia, l'Òpera de Bonn (el 1984 com a Renata en Der fierige Engel de Serguei Prokófiev), amb el Teatre Estatal de Karlsruhe (el 1987 com a Kundry de Parsifal de Wagner) i a Wiesbaden (el 1988 com a Ortrud de Lohengrin de Wagner). El 1985 va cantar al monodrama Anticipation d'Arnold Schönberg.
El 1985 va cantar a l'estrena a Múnic de l'òpera Le Roi Bérenger d'Heinrich Sutermeister. El 1986 va aparèixer com a Venus a Tannhäuser de l'Opera Estatal de Berlín al Festival de Las Palmas.
També va cantar a Amsterdam (1980), al Teatro Comunale di Bolonya (1981), al Gran Teatre del Liceu de Barcelona (1986), al Teatro Colón de Buenos Aires (1986), a l’Òpera Nacional de Bordeus (1986) i al Théâtre de la Monnaie de Brussel·les (1980).
El 1990 va interpretar el paper d'Azucena de Il trovatore de Verdi, el d'Amneris d'Aida i la el de la Compositora d'Ariadne auf Naxos de Richard Strauss a l'Òpera Estatal de Berlín i el 1993 el de la sagristana Kostelnička Buryjovka de Jenufa de Leoš Janáček. El 1991 va aparèixer a la Deutsche Oper de Berlín a Lohengrin com a Ortrud, i el 1995 a l'Òpera de Graz com a Klytämnestra d'Elektra.
Va cantar el paper de Cherubino de Les noces de Fígaro de Mozart a l'enregistrament de l'última producció de Felsenstein (Komische Oper 1975).
L'any 2001 va cantar al Castell de Peralada l'òpera Bernarda Alba Haus d'Aribert Reimann, basada en l'obra de Federico García Lorca La casa de Bernarda Alba, en una producció dirigida per Winfried Müller.
En els darrers anys, Trekel-Burckardt va treballar principalment com a professora, però també va cantar la comtessa de La reina de piques (a l'Òpera Estatal de Berlín), amb Plácido Domingo, i l'endevinadora d'Arabella (Òpera Estatal de Múnic).
Ute Trekel-Burckhardt està casat amb el baix Jürgen Trekel. Un dels seus fills és el baríton Roman Trekel.

## Filmografia
- 1973: Ritter Blaubart (enregistrament d’estudi)
- 1976: Die Hochzeit des Figaro (el matrimoni de Fígaro) (enregistrament teatral)

## Enregistraments
- Àries de Tito, Jeanne d'Arc, Don Carlos, Samson i Dalila, Jenufa, Carmen i Lohengrin - Staatskapelle Berlin, director: Siegfried Kurz (LP, 1989, ETERNA)
- Una nit a l'òpera amb Ute Trekel-Burckhardt (Bizet, Janáček, Mozart, Saint-Saëns, Tschaikowsky, Verdi, Wagner) - Staatskapelle Berlin, director: Siegfried Kurz